# ジョアン3世 (ポルトガル王)
ジョアン3世（João III, 1502年6月6日 - 1557年6月11日）は、ポルトガル王（在位：1521年 - 1557年）。「敬虔王」（O Piedoso）と呼ばれる。マヌエル1世とカトリック両王（アラゴン王フェルナンド2世とカスティーリャ女王イサベル1世）の三女マリアの息子。兄にポルトガル公ミゲル、妹にスペイン王兼神聖ローマ皇帝カール5世妃イザベル、サヴォイア公カルロ3世妃ベアトリス、弟にポルトガル王エンリケ1世などがいる。
海外植民地の増加と宣教を奨励、新興勢力として誕生したイエズス会を庇護してポルトガル本土と植民地へ宣教師を派遣、キリスト教伝道と王権の向上にも努めた。

## 生涯
ジョアン3世は1502年6月7日、ポルトガル王マヌエル1世の長子としてリスボンで生まれる。1521年、父王の死去により19歳で王位を継承する。1525年に神聖ローマ皇帝カール5世（スペイン王カルロス1世）の妹カタリナ・デ・アウストリアと結婚した。
外交はヨーロッパ諸国と衝突を避けつつ海外植民地を維持発展させる方針を取り、トルデシリャス条約で決められたポルトガルとスペインの植民地分割を認めないフランスとは対立したが、スペインとは結婚の効果もあり関係は良好で、モルッカ諸島領有権で揉めたが1529年のサラゴサ条約でモルッカ諸島はポルトガルが領有、金・銀・香辛料取引を王室独占として莫大な収益を上げた。インドにも目を向け、ポルトガル領インドの経営立て直しのため1524年にヴァスコ・ダ・ガマを派遣、ガマは同年死去するが後任の総督たちは現地勢力との戦いに奮闘、グジャラート・スルターン朝のバハードゥル・シャーおよびオスマン帝国との戦闘に明け暮れた末にポルトガル領インドを確保した。
この時期ポルトガル人は日本への進出も始め、1543年の日本への鉄砲伝来（時期は諸説あり）、1549年のフランシスコ・ザビエルの日本上陸が挙げられ、1557年にポルトガルは中国の明からマカオを貸借（ポルトガル領マカオ）、インド洋の重要な港を押さえ制海権を掌握、交易を独占したポルトガル海上帝国の版図は拡大した末にモルッカ諸島からマカオを経て日本まで到達した。
ポルトガル人はブラジルにも進出したが、同じくブラジルに現れたフランス人が木材を伐採し始めたため、ブラジル植民を推し進め1530年にカピタニア制を導入、入植者に分割したブラジル領を与え開拓を図ったが失敗、1549年にカピタニアを買い取りブラジル総督にトメ・デ・ソウザを任命、王直属の総督による統治に切り替えた。やがてイエズス会士が布教のためソウザの手引きでブラジルへ着任、インディオの教化と開拓に貢献、第3代ブラジル総督メン・デ・サの働きでフランスのブラジル進出撃退も果たした。ただしデ・サはアフリカから輸入した黒人奴隷を砂糖生産に使役、ブラジルとアフリカがヨーロッパとの三角貿易に組み込まれるきっかけにもなった。
対抗宗教改革を熱心に推進、1536年では教皇パウルス3世の教書により、ポルトガルの異端審問所を設立した（ポルトガル異端審問）。翌1537年にコインブラ大学を創設、入学希望者に配慮してコレジオ・ダス・アルテス（学術高等学校）も創設した。またイグナチオ・デ・ロヨラがイエズス会という新修道会を創設したことを耳にした王は、ポルトガル植民地内の異教徒へキリスト教を布教する宣教師を派遣してほしいと依頼した。ロヨラが推薦したのがニコラス・ボバディリャとシモン・ロドリゲスであったが、急病に倒れたボバディリャに代わりフランシスコ・ザビエルがロドリゲスと共に1540年3月にリスボンへ到着すると、感銘を受けたジョアン3世はロドリゲスをポルトガルに引き留め、翌1541年4月7日にザビエルをリスボンからインド・ゴアへ派遣した。こうしてザビエルはアジアへ赴くことになる。
以後もイエズス会との関係は継続、ロドリゲスとの協力で大学町コインブラに45人の共同体を形成、ザビエルの布教活動を各教会に広めコインブラにイエズス会士の扶持を命令、1546年にインドへイエズス会士12人派遣を取り決めた。エチオピア帝国から支援要請と引き換えにした大司教派遣を求められると、イエズス会士ピエール・ファーヴルを選出することを計画（就任前にファーヴルが急死したため代わりにヌーネス・バレトを1556年に派遣）、1553年に王妃の近習だったフランシスコ・ボルハを王室説教師に迎え入れたりしている。
ジョアン3世の治世では初の国勢調査が開始（1527年 - 1532年）、ポルトガルの総人口は約140万人と見積もられ、首都リスボンはポルトガルの富が一極集中していた影響で人口6万5000人と総人口4.6%を占める大都市になっていた。アヴィス騎士団とサンティアゴ騎士団の王室との統合で王領地は国土の半分を占め、国王の権威はより高められ、これまで神に対して使用されていた「Najestade」の称号が国王に対して使われるようになる。海外貿易がもたらす莫大な富も相まって、代々の中央集権化が結実してポルトガルに絶対王政が敷かれた。
しかし、内実は様々な負の要素が垣間見られ、異端審問で迫害された中産階級の新キリスト教徒はオランダ（ネーデルラント）・フランス・ドイツなどに亡命、本国から植民地への移民も増加してインドへの移民は16世紀前半に毎年推定2000人から2400人、16世紀後半にはブラジルへの移民も見られ、17世紀前半までの毎年の移民は推定3000人から5000人とされている。香辛料貿易は衰退していき、制海権を維持するための莫大な費用、紅海からの貿易ルートや西アジアの隊商路など旧来のルートの復活による香辛料独占の破綻、それによる外国商人の進出と港からの関税収入の減少などが起こり、財政難からモロッコのサフィ、アルカセル・キビールなどの都市からの撤退を余儀無くされた。貿易による王侯貴族と少数の商人たちの利益独占はポルトガルの産業育成を阻み、出版は異端審問所の検閲にかけられ、劇作家ジル・ヴィセンテの作品が1547年と1551年に発禁処分にされ、閉塞状態のポルトガルは他国の経済・科学の進歩に後れを取ることになる。
1557年、55歳で心臓麻痺で死去した。王妃カタリナとの間に9人、庶子2人がいたにもかかわらず、いずれも亡くなっており、五男ジョアン・マヌエルと姪ジョアナ・デ・アウストリアの息子でわずか3歳の孫セバスティアン1世が王位を継いだが、幼少のため初めカタリナ、続いて弟エンリケが摂政を務めた。

## 家族
1525年2月10日、従妹でカスティーリャ王フェリペ1世と女王フアナの娘でスペイン王カルロス1世（神聖ローマ皇帝カール5世）の妹でもあるカタリナ・デ・アウストリアと結婚した。王妃は毎年のように妊娠し、9子を産んだが、うち7人が夭折した。
- アフォンソ（英語版）（1526年2月24日 - 1526年4月12日）
- マリア・マヌエラ（1527年 - 1545年） - スペイン王フェリペ2世の最初の王妃。ドン・カルロスの母。1527年から1531年までポルトガル公。
- イザベル（1528年 - 1529年）
- ベアトリス（1530年2月15日）
- マヌエル（英語版）（1531年 - 1537年） - 1531年から1537年までポルトガル公。
- フィリペ（英語版）（1533年 - 1539年） - 1537年から1539年までポルトガル公。
- ディニス（1535年 - 1537年）
- ジョアン・マヌエル（1537年 - 1554年） - カール5世の娘フアナと結婚。セバスティアン1世の父。1539年から1554年までポルトガル公。
- アントニオ（1539年 - 1540年）

また、イザベル・モニスとの間に庶子が1人いる。
- ドゥアルテ（1529年 - 1543年） - ブラガ大司教